# نهائي كأس رابطة الأندية الإنجليزية المحترفة 1961
نهائي كأس رابطة الأندية الإنجليزية المحترفة 1961 هي المباراة النهائية من منافسة كأس رابطة الأندية الإنجليزية المحترفة 1960–61، أقيمت المباراة في 1961، بين فريقي نادي روذرهام يونايتد، وأستون فيلا، وفاز فيها أستون فيلا، بعد أن هزم نادي روذرهام يونايتد، بنتيجة 2 - 3.

## تفاصيل المباراة
لعبت المباراة النهائية في 1961.
| نادي روذرهام يونايتد | 2 -3 | أستون فيلا |
| -------------------- | ---- | ---------- |
|                      |      |            |